# 约翰娜·温特
约翰娜·温特（德語：Johanna Winter，1942年5月21日—），澳大利亚女子击剑运动员。她曾代表澳大利亚参加1962年大英帝国和英联邦运动会击剑比赛，获得女子个人花剑银牌。